# Antônio Pereira da Silva Frade
Antônio Pereira da Silva Frade, Barão de Muaná, (Marajó, c.1802 – 1892) foi um político, militar e nobre brasileiro.

## Biografia

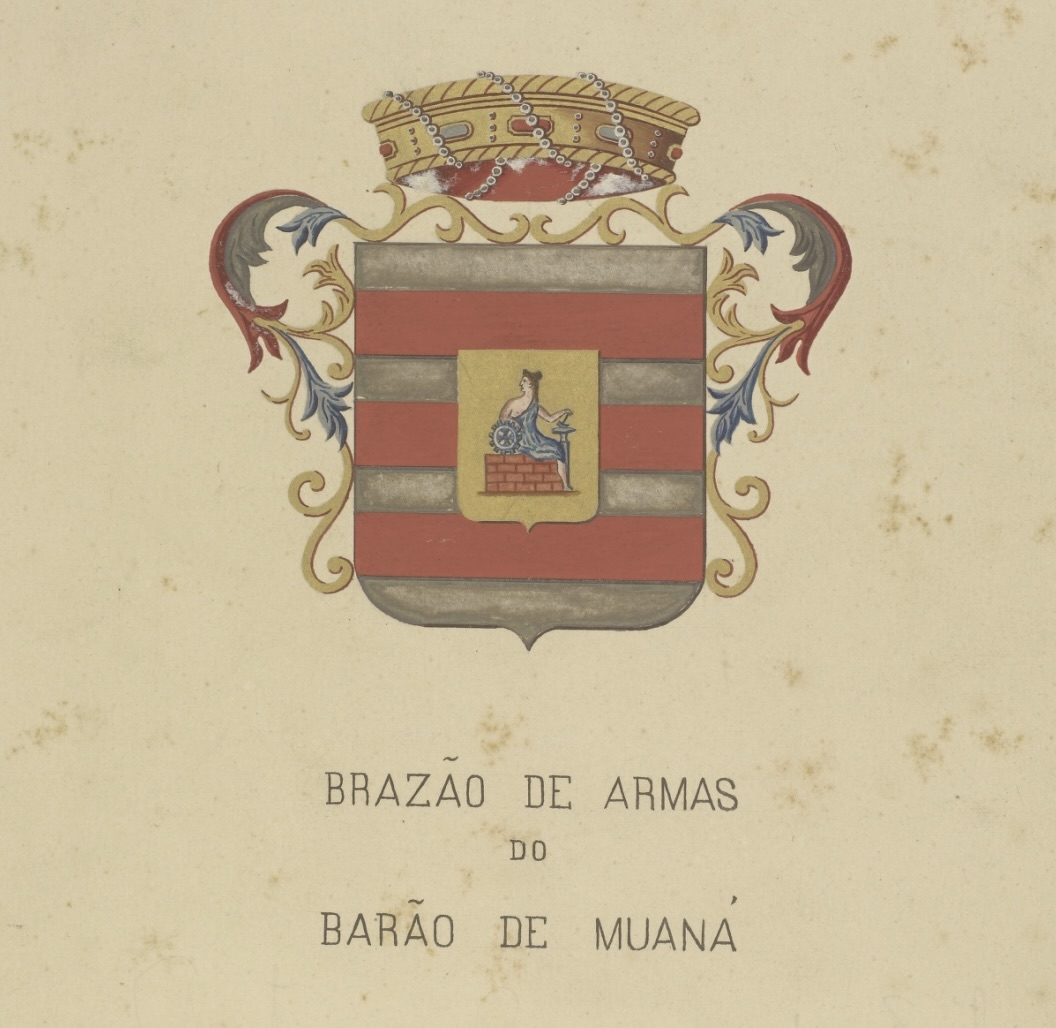
Brasão de armas do barão de Muaná.

Filho do então major Matias da Silveira Frade e Maria Florinda Pereira de Sousa (neto de Florentino da Silveira Frade então coronel e ex-governador da ilha de Joanes e inspetor geral das Fazendas Nacionais), nasceu numa família de militares, como o sargento-mór José da Silveira Frade e seu pai. 
Em 1827, Antônio Frade tornou-se alferes de milicias do esquadrão da ilha de Marajó.
Serviu em diversos cargos: juiz de órfãos, cargo de suplência de presidentes da província (nomeação), e foi eleito vereador da então Villa da Cachoeira (1830-1834, Marajó) e em Belém (1842-1866).
Em 1843, foi agraciado com a honraria Imperial Ordem da Rosa e, mais tarde, com o título nobiliárquico de barão (decreto 03/03/1883) pelo imperador D. Pedro II, por sua habilidade em conter rebeliões durante as rebeliões que ocorreram na província do Grão-Pará, obtendo assim o direito ao uso do brasão de armas. (Antônio Pereira da Silva Frade – 18.08.1883): em campo de prata, 3 faixas vermelhas, sobre elas um escudinho de ouro com um emblema de indústria com sua cor natural. Coroa de barão, paquife das cores e metal do escudo.
Desde 1863, Antônio tornou-se tenente-coronel comandante do primeiro batalhão da reserva da Guarda Nacional na capital do Pará.
Antônio Frade era dono de um estabelecimento rural próximo à capital à margem direita do rio Guajará, contendo olaria, caieiras e escravos.
O sobrenome Silveira Frade representa uma antiga família paraense, de proprietários na Ilha de Marajó, que iniciou com Rodrigo da Silveira Frade (c.1695 – ?, bisavô de Antônio Frade), com numerosa descendência do casamento com Maria Josefa Antônia de Seixas.